# Monochamus basilewskyi
Monochamus basilewskyi là một loài bọ cánh cứng trong họ Cerambycidae.